# Givani Smith
Givani Smith (Toronto, Ontario, 27 de febrero de 1998) es un jugador profesional canadiense de hockey sobre hielo que se desempeña en la posición de extremo derecho en San Jose Sharks, equipo de la National Hockey League (NHL).

## Carrera
Fue seleccionado en la segunda ronda en la NHL Entry Draft de 2016. En 2019 hizo su debut profesional con el equipo Detroit Red Wings, en el cual jugó cuatro temporadas (2019-2022), después pasó a Florida Panthers (2022-2023), luego a San Jose Sharks, donde lleva jugando una temporada.